# Бурлев (станція)
55°38′27″ пн. ш. 13°04′48″ сх. д. / 55.64076° пн. ш. 13.08001° сх. д.
Бурлев (швед. Burlövs station) — залізнична станція на залізниці Södra stambanan, розташована в Арлев, передмісті Мальме. Поруч знаходиться торговий центр Burlöv Center. Станція була відкрита у 1983 році як заміна старої станції Арлев, яка була розташована південніше.

## Перспективи
Через розширення Södra stambanan між Арлевом і Лундом до чотирьох колій у 2017—2024 роках, муніципалітет планує великі проєкти міського розвитку навколо вокзалу та прилеглого торгового центру Burlöv Center. У 2020 році частину станції Бурлев було реконструйовано, і коли весь проєкт станції буде завершено в грудні 2023 року, станція стане чотириколійною приміською станцією, де також зупинятимуться потяги Öresundståg